# Szyfr homofoniczny
Szyfr homofoniczny – szyfr podstawieniowy, w którym każdej literze tekstu jawnego odpowiada inny zbiór symboli kryptogramu (homofonów). Liczba homofonów powinna być zależna od częstotliwości występowania danej litery w tekście naturalnym. Przy każdym szyfrowaniu litery wybierany jest losowo jeden z jej homofonów. W ten sposób zostaje spłaszczony histogram kryptogramu, a wielokrotne szyfrowanie tego samego tekstu daje za każdym razem inny wynik. Cechy te znacząco utrudniają kryptoanalizę opartą na statystyce tekstu.
Na przykład:
Jeśli literze A odpowiada zbiór homofonów {4, 24, 54, 32}, a literze L {14, 81}, to słowo "ALA" może zostać zaszyfrowane jako (24, 81, 32), ale również jako (32, 14, 4).
Szyfry homofoniczne były szeroko wykorzystywane od XV do XVIII wieku w dyplomacji. Źródłem homofonów były niepozorne teksty, np. książka kontaktów albo Deklaracja niepodległości Stanów Zjednoczonych (szyfr Beale'a).